# Saṃsāra

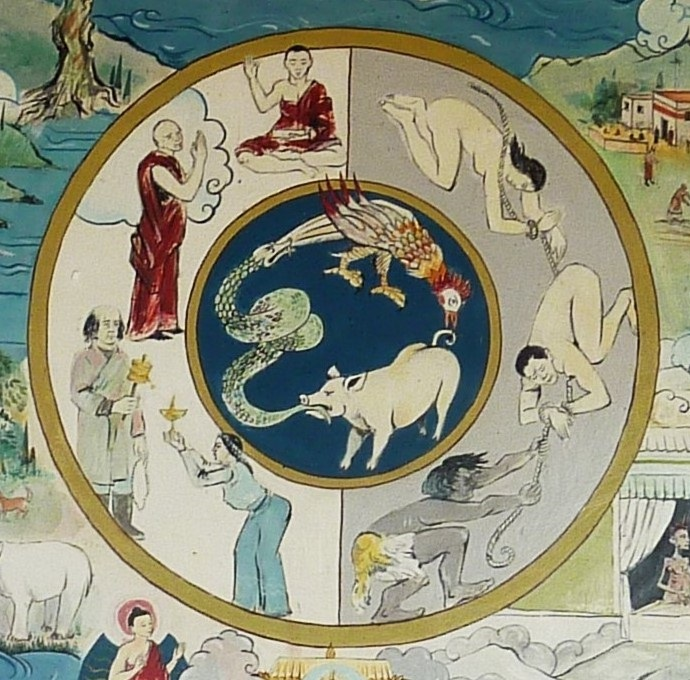
Ruota del samsara, dettaglio da un dipinto tibetano della ruota della vita nel Tempio dei Mille Budda, a La Boulaye: al centro sono affigurati un maiale, un serpente e un gallo, che rappresentano i tre veleni, l'ignoranza, la rabbia e il desiderio, avvinghiati tra di loro in una spirale.

Il termine sanscrito saṃsāra (devanāgarī संसार, "scorrere insieme") indica, nelle religioni dell'India quali il Bramanesimo, il Buddhismo, il Giainismo e l'Induismo, la dottrina inerente al ciclo di vita, morte e rinascita. È talora raffigurato come una ruota.
In senso lato e in un significato più tardo, viene ad indicare anche "l'oceano dell'esistenza", la vita terrena, il mondo materiale, che è permeato di dolore e di sofferenza, ed è, soprattutto, insustanziale: infatti, il mondo quale lo si vede, e nel quale si vive, altro non è che miraggio, illusione māyā. Immerso in questa illusione, l'uomo è afflitto da una sorta di ignoranza metafisica (avidyā), ossia da una visione inadeguata della vita terrena e di quella ultraterrena: tale ignoranza conduce l'uomo ad agire, trattenendolo così nel saṃsāra.

## Origine della dottrina
Non vi sono riferimenti alla dottrina del saṃsāra nella religione vedica (XX-VIII secolo a.C.), la quale è piuttosto concentrata ad ottenere mediante i sacrifici e i riti il godimento (bhukti) della vita terrena.
Il primo riferimento alla dottrina del saṃsāra sembra infatti comparire nel XVI verso del II brāhmaṇa nel VI adhyāya della Bṛhadāraṇyaka Upaniṣad (IX-VIII secolo a.C.):
(Bṛhadāraṇyaka Upaniṣad. VI, 2, 16)
Tale testo, databile tra l'VIII e il V secolo a.C. appartiene all'ultimo capitolo del Śatapatha Brāhmaṇa ovvero al commentario delle formule recitate dall'officiante dello Śukla Yajurveda (Yajurveda bianco) denominato adhvaryu.
Mentre il primo riferimento esplicito alla dottrina del Saṃsāra, nell'ambito della letteratura vedica, si ha nel VII verso della III valli della Kāṭha Upaniṣad:
(Kāṭha Upaniṣad. III, 7)
La Kāṭha Upaniṣad, databile probabilmente dopo il V secolo a.C., appartiene alla scuola dei Kaṭaka del Kṛṣṇa Yajurveda (Yajurveda nero).
Riferimenti alla dottrina del Saṃsāra sono cospicuamente presenti nella letteratura buddhista e giainista, religioni coeve a buona parte delle Upaniṣad.
Così, nel Canone buddhista in lingua pāli viene spiegata la nostra esistenza nel saṃsāra (pāli samsāra):
Voi avete molto tempo, fatta l'esperienza della morte di una madre. Le lacrime che avete versato sulla morte di una madre mentre voi trasmigravate ed erravate in tutto questo lungo tempo - piangendo e lacrimosi di essere associati con ciò che è sgradevole, di essere separati da ciò che è piacevole - sono più grandi dell'acqua dei quattro grandi oceani. Voi avete molto tempo, fatta l'esperienza della morte di un padre... della morte di un fratello... della morte di una sorella... della morte di un figlio... della morte di una ragazza... di una perdita rispetto ai genitori... di una perdita rispetto alla ricchezza... di una perdita rispetto alla malattia. Le lacrime che avete versato su una perdita rispetto alla malattia mentre voi trasmigravate ed erravate in tutto questo lungo tempo - piangendo e lacrimosi di essere associati con ciò che è sgradevole, di essere separati da ciò che è piacevole - sono più grandi dell'acqua dei quattro grandi oceani. "Qual è la ragione? È a partire da un inconoscibile principio che viene la trasmigrazione. Il punto di principio non è evidente, sebbene degli esseri impediti dall'ignoranza ed incatenati per l'invidia insaziabile trasmigrano e continuano ad errare. Voi avete molto tempo così fatta l'esperienza del dolore, fatta l'esperienza della sofferenza, fatta l'esperienza della perdita che riempie i cimiteri - abbastanza per disingannarvi da ogni cosa fabbricata, abbastanza per voi di non avere passioni, abbastanza per liberarvi."»
(Samyutta Nikaya. XV,3)
L'origine della dottrina del Saṃsāra è dunque tutt'oggi controversa, ma come nota Brian K. Smith:
Inoltre, come nota sempre Brian K. Smith:

## Ilsaṃsāranel Buddhismo
Per il Buddhismo dei Nikāya è il ciclo vitale al quale tutti gli esseri senzienti sono sottoposti data la condizione indisciplinata della loro mente. Accumulando karma negativo di fatto gli esseri senzienti si "condannano" ad una nuova rinascita di sofferenza in un livello inferiore dell'esistenza (es. nel "regno animale" o degli "spiriti") aumentando così la probabilità di essere più facilmente vittima delle emozioni perturbatrici e precipitare dunque in un livello ancora più basso d'esistenza. Anche l'accumulo di karma (pāli, karma, sanscrito) positivo comporta una rinascita nel ciclo, anche se in condizioni più favorevoli, e, dato che è la vita in quanto tale che fa sperimentare la sofferenza (vedi Quattro nobili verità), la condizione migliore è quella di un abbandono del Samsāra (Nibbāna).
Per le scuole del Buddhismo Mahāyāna non vi è invece differenza tra samsara e nirvana. È nel regno in cui la vita rinasce che si realizza il nirvana, ambedue i mondi sono vuoti (śūnyatā) di qualsiasi proprietà inerente. La realizzazione di questa profonda verità porta alla liberazione completa (bodhi). Così Nāgārjuna:
(Madhyamakakarika, XXV, 19)
Iconograficamente il Saṃsāra viene rappresentato nel Buddhismo con la ruota dell'esistenza.

## Ilsaṃsāra nel Giainismo
Saṃsāra nel Giainismo si pone nella via della salvezza attraverso la rigida applicazione di una retta condotta di vita atta a non produrre più i frutti dell'azione (karman) e a esaurire quelli accumulati nelle esistenze precedenti. Sull'esempio del fondatore, ciò si ottiene perseguendo l'ascesi, la rinuncia, la mortificazione del corpo e la radicale non violenza (ahimsa) nei confronti di ogni creatura animata, che per i jaina significa ogni elemento e fenomeno naturale.
Non vi è devozione né nei confronti degli dei né nel fondatore (detto anche Mahavira, “grande eroe”) o degli altri ventitré tirthankara (“creatori del guado”), profeti che compaiono nelle diverse epoche per ricostruire la giusta conoscenza della dottrina. Solamente l'esempio dei siddha (“perfetti”), le anime che sono riuscite a sottrarsi al samsara, è realmente utile al credente.
La fortissima base etica del Giainismo si riflette sia nella tolleranza nei confronti di tutti gli altri culti, sia nella forte diffusione tra i credenti di mestieri non violenti quali soprattutto il commercio e la finanza, aspetto che ha contribuito a rendere molto influente la ristretta ma compatta comunità jaina.

## Ilsaṃsāranell'Induismo
Il ciclo delle rinascite, e delle rimorti, è uno dei pochi concetti su cui concordano quasi tutte le scuole dell'Induismo; bisogna tuttavia ricordare che tale ronda esistenziale è accettata solamente da un punto di vista relativo, quello appunto del samsārī sottoposto ad avidyā. Da un punto di vista assoluto non si può concepire alcun samsāra. Il motore di questo ciclo è riconosciuto nel karman (azione; in modo non corretto, d'uso corrente, il termine viene scritto karma). Secondo la dottrina del karman, qualsiasi azione, e qualsiasi volizione, generano come effetto l'accumulo di karman, che va considerato alla stregua di un bagaglio gravato da tutto ciò che una persona ha compiuto, tanto nel bene quanto nel male. Ciò comporta che, alla morte, l'elemento individuale sia costretto a rinascere nuovamente, in forma umana ma anche divina, demoniaca, animale o vegetale. Nella nuova esistenza l'individuo si troverà in una condizione migliore o peggiore della precedente a seconda della qualità morale del karman accumulato. Agendo in modo corretto, il nuovo individuo si guadagnerà la possibilità di ottenere una rinascita migliore; in caso contrario, rinascerà in una condizione peggiore. Il fine ultimo è naturalmente estinguere il proprio debito karmico fino a raggiungere il Mokṣa, la liberazione, ovvero la definitiva uscita dal Saṃsāra.
Si rimane quindi prigionieri nel Saṃsāra per un numero indefinito di volte, fino al totale esaurimento del proprio bagaglio karmico. Le vie (mārga) che possono essere seguite per giungere a tale obiettivo sono in buona sostanza tre: la via del sacrificio rituale (karma-mārga), la via della gnosi (jñāna-mārga) e la via della dedizione amorosa a un dio (bhakti-mārga). Il Mokṣa è di norma descritto come una sorta di condizione indistinta (ossia uno stato del quale non è possibile dare una definizione positiva) ove non si prova più né gioia né dolore. Gran parte delle correnti devozionali, che seguono la corrente religiosa della bhakti, identifica invece la liberazione come l'immergersi per sempre nella perfetta e beata unione con l'amato dio.
Nella vita attuale ogni individuo deve necessariamente compiere la propria esperienza, per poi poter giungere alla liberazione definitiva (Mukti o Mokṣa: il termine sanscrito significa, letteralmente, scioglimento), che è il fine delle religioni e delle filosofie dell'India con l'eccezione delle scuole materialiste (che ripudiano questa dottrina).